# Јован Туцовић
Јован Туцовић (Гостиље, 1872—Црна река, 1916) био је земљорадник, учесник Балканских ратова и Првог светског рата и носилац Карађорђеве звезде са мачевима. 
Рођен је 1872. године у Гостиљу, у породици земљорадника Глигорија и Мирјане. На одслужење војног рока отишао је 1893. године у 4. чету 2. батаљона IV пешадијског пука. Потом се оженио Милевом Терзић из Алиног Потока, са којом је имао сина Богољуба. У рат је кренуо већ од 1912. године, као резервни пешадијски редов другог позива. Учествовао у највећим биткама балканских ратова и Великог рата, све до окршаја на Црној реци, 6. октобра 1916. године, када је погинуо.